# Drogoradz, Tỉnh West Pomeranian
Drogoradz [drɔˈɡɔrat͡s] (trước đây Đức Hammer, Amt Jasenitz) - là một ngôi làng ở quận hành chính của Cảnh sát Gmina, trong vòng County Police, Zachodniopomorskie, ở tây bắc Ba Lan, gần biên giới Đức. Nó nằm khoảng 13 kilômét (8 mi) phía tây bắc của Cảnh sát và 25 km (16 mi) phía bắc thủ đô khu vực Szczecin.

## Lịch sử

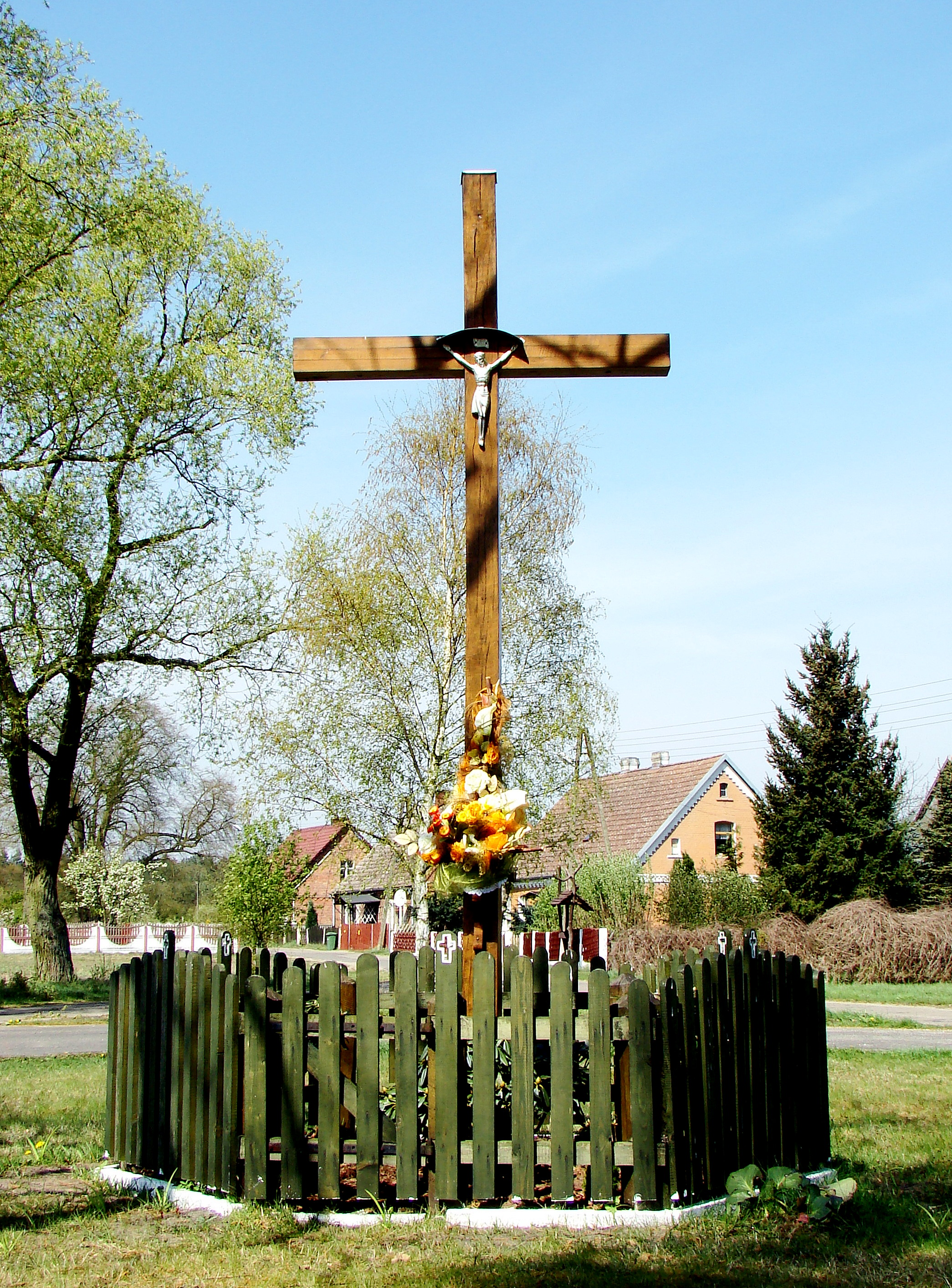
Drogoradz, thánh giá Kitô giáo

Trước năm 1945, khu vực này là một phần của Đức. Đối với lịch sử của khu vực, xem Lịch sử của Pomerania.
Drogoradz, được gọi là Búa cho cư dân của mình trong khi một phần của Đức từ 1815 - 1945, đã trở thành một phần của Ba Lan sau khi Thế chiến II kết thúc và đổi tên thành Drogoradz của Ba Lan.
Dưới đây là một dòng thời gian cho thấy lịch sử của các chính quyền khác nhau mà thành phố này đã được đưa vào.
Thành viên chính trị - hành chính 
- liên_kết= 1815 - 1866: Liên bang Đức, Vương quốc Phổ, Pomerania
- liên_kết= 1866 - 1871: Liên minh Bắc Đức, Vương quốc Phổ, Pomerania
- liên_kết= 1871 - 1918: Đế quốc Đức, Vương quốc Phổ, Pomerania
- liên_kết= 1919 - 1933: Weimarer Republik, Nhà nước Phổ tự do, Pomerania
- liên_kết= 1933 - 1945: Đức Quốc xã, Pomerania
- liên_kết= Năm 1945 - 1946: Cảnh sát Eniances, (khu vực báo cáo với Hồng quân)
- liên_kết= 1946 - 1952: Cộng hòa Nhân dân Ba Lan, Szczecin Voivodeship
- liên_kết= 1952 - 1975: Cộng hòa Nhân dân Ba Lan, Szczecin Voivodeship
- liên_kết= 1975 - 1989: Cộng hòa Nhân dân Ba Lan, Szczecin Voivodeship
- liên_kết= 1989 - 1998: Ba Lan, Szczecin Voivodeship
- liên_kết= 1999 - Hiện tại: Ba Lan, Western Pomerania, Hạt cảnh sát powiat, Cảnh sát gmina

Nhân khẩu học
- Làng có dân số:[2]
  - 1939 - 505
  - Năm 1972 - 350
  - 2006 - 250

## Du lịch
- Đường dẫn PTTK (lối đi xanh Trail of Ornithologists - Szlak Ornitologów) trong một khu vực của Drogoradz trong rừng Wkrzanska.[3]